# Sainte-Agnès (Alpes-Maritimes)
Sainte-Agnès (okzitanisch Sant Anh, italienisch Sant’Agnese) ist eine französische Gemeinde mit 1365 Einwohnern (Stand 1. Januar 2022) im Département Alpes-Maritimes in der Region Provence-Alpes-Côte d’Azur. Die Einwohner nennt man Agnésois, in früheren Zeiten Gaïnés.
Sainte-Agnès bezeichnet sich als Village du littoral le plus haut d’Europe also als „höchstgelegenes Küstendorf Europas“.
Von der Vereinigung Les Plus Beaux Villages de France wurde der Ort zu einem der schönsten Dörfer Frankreichs erklärt.

## Geografie

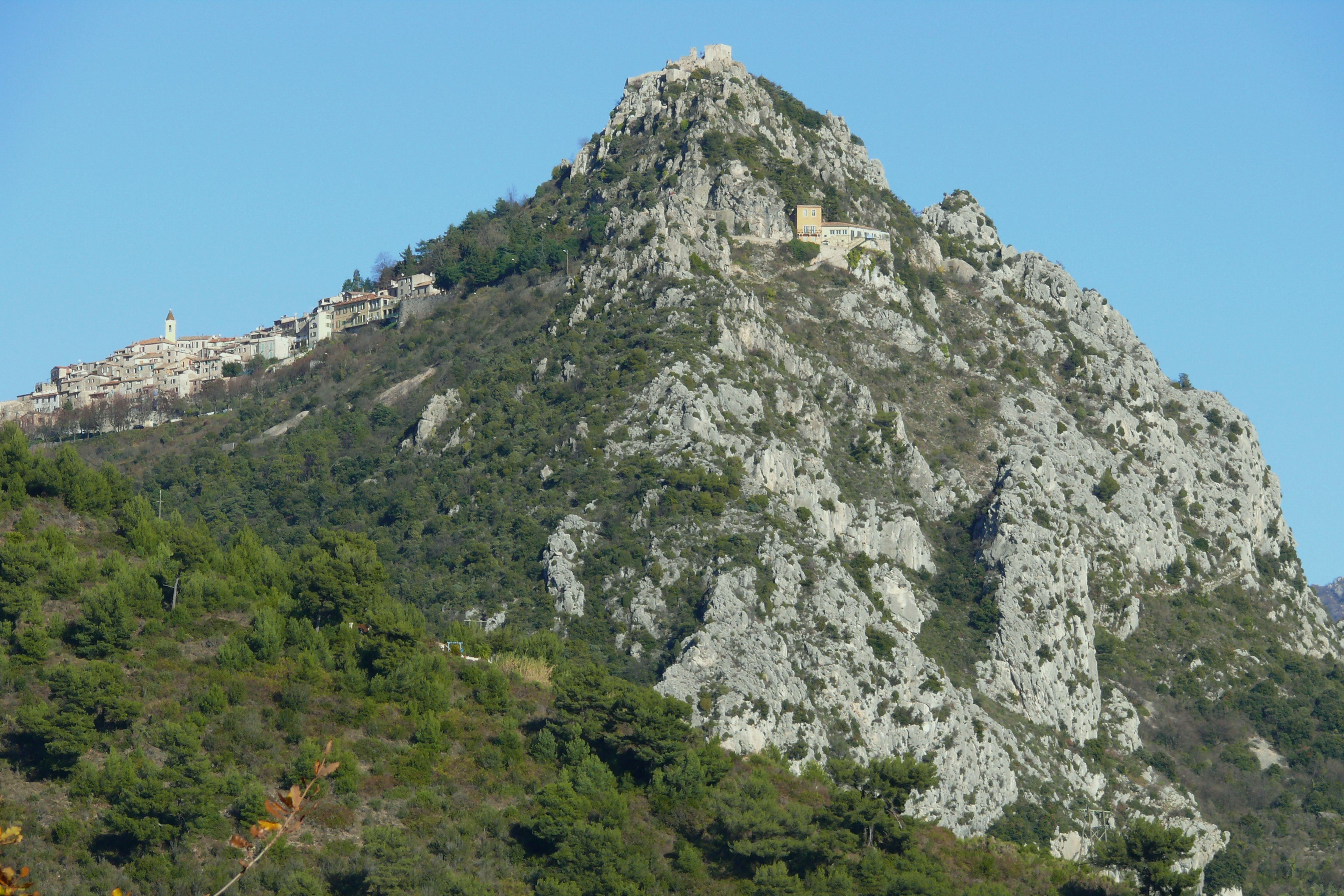
Blick auf Sainte-Agnès aus Richtung Gorbio

Die Gemeinde überragt die Stadt Menton und besteht aus drei geografisch klar getrennten Teilen: dem Dorfkern aus dem 11. Jahrhundert, den Bezirken im Tal, unter anderem les Castagnins, le Pescaïre und le Figourne, sowie dem Bezirk les Cabrolles, der an Menton angrenzt.

## Geschichte
Der Legende nach wurde eine italienische Prinzessin mit dem Namen Agnès während einer Wanderung von einem fürchterlichen Unwetter überrascht, fand schließlich aber in einer Grotte des Dorfes einen Unterschlupf.
Die strategisch gut gelegene Festung im Grenzgebiet aus dem 12. Jahrhundert wurde in der Vergangenheit von vielen Fürstenhäusern begehrt und bekämpft, unter anderem von den Familien Ventimiglia (Ligurien), Hauteville, Candia (Piemont), den Grafen aus der Provence, dem Haus von Savoyen und schließlich den Grimaldis. Später gehörte das Dorf zum Königreich Sardinien-Piemont und fiel, als dieses Königreich im vereinigten Italien aufging, 1860 wieder an Frankreich.
Eine moderne Festungsanlage wurde 1932 erbaut. Sie war der südlichste Punkt der Maginot-Linie und sollte einen Einfall feindlicher Truppen aus Italien verhindern. Von einer Aussichtsplattform in der Nähe der Festung und übrigens auch von der Burg hat man eine großartige Aussicht auf das Mittelmeer mit Menton und Cap Martin.

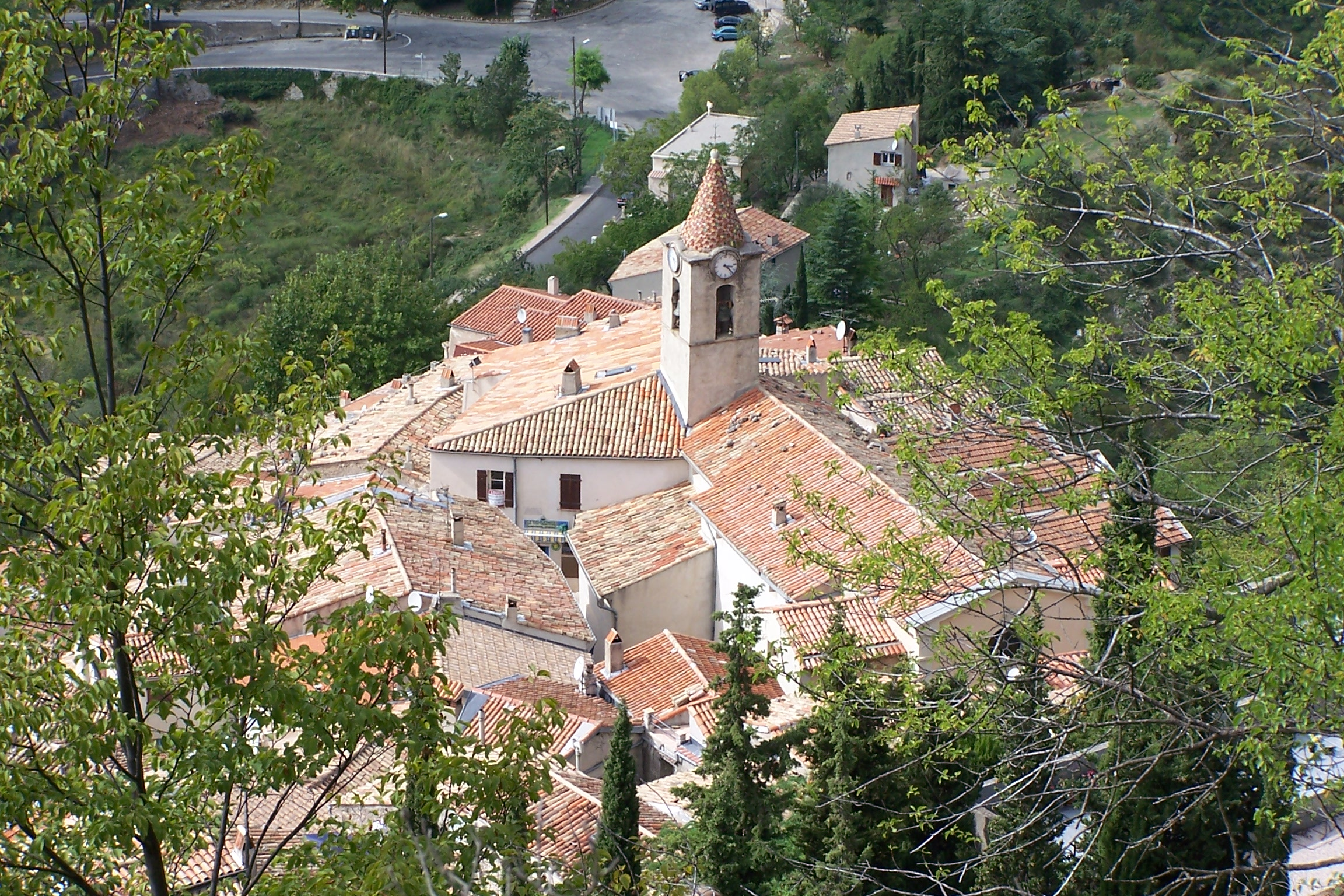
Kirche
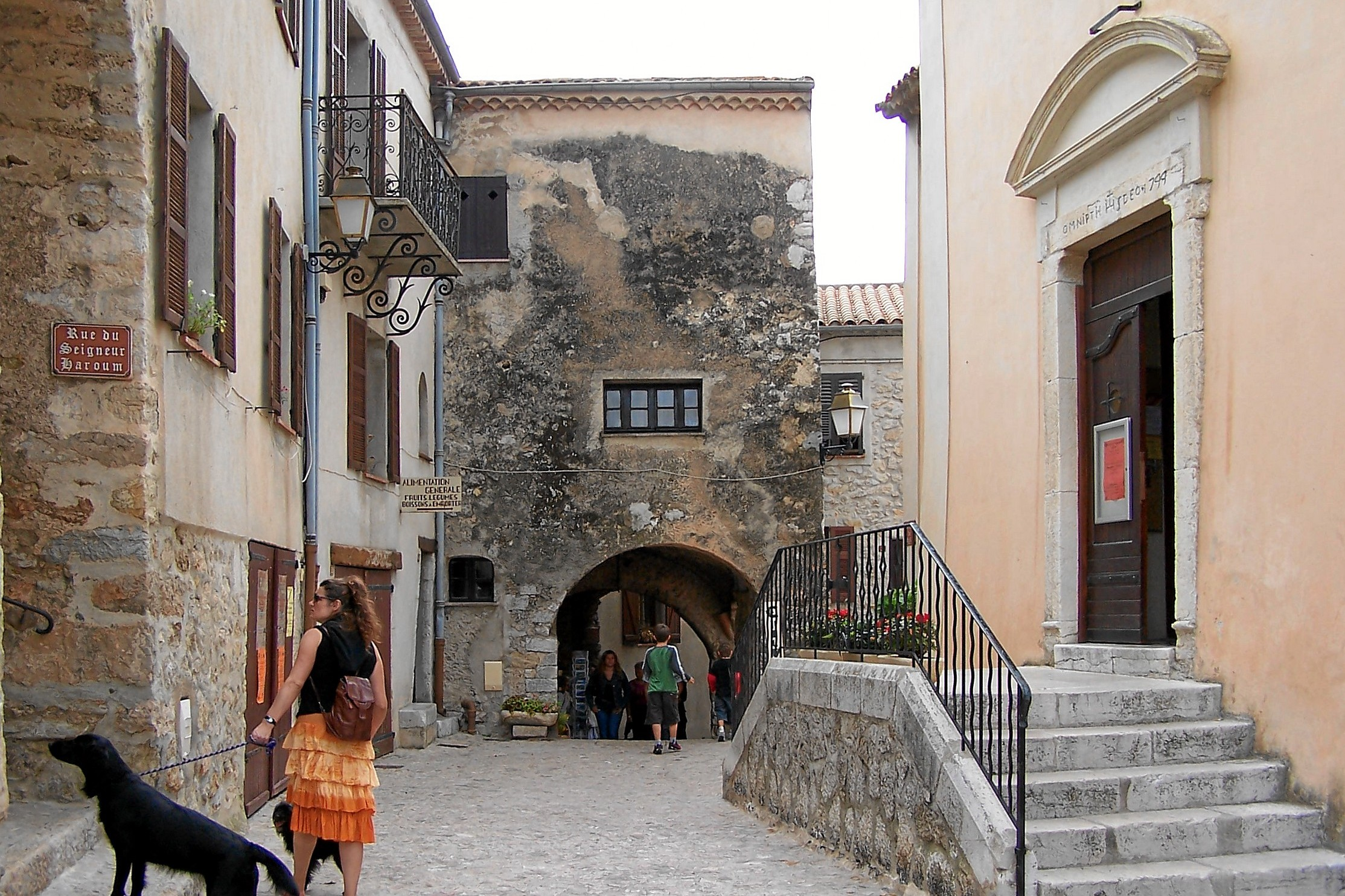
Gassenszenerie
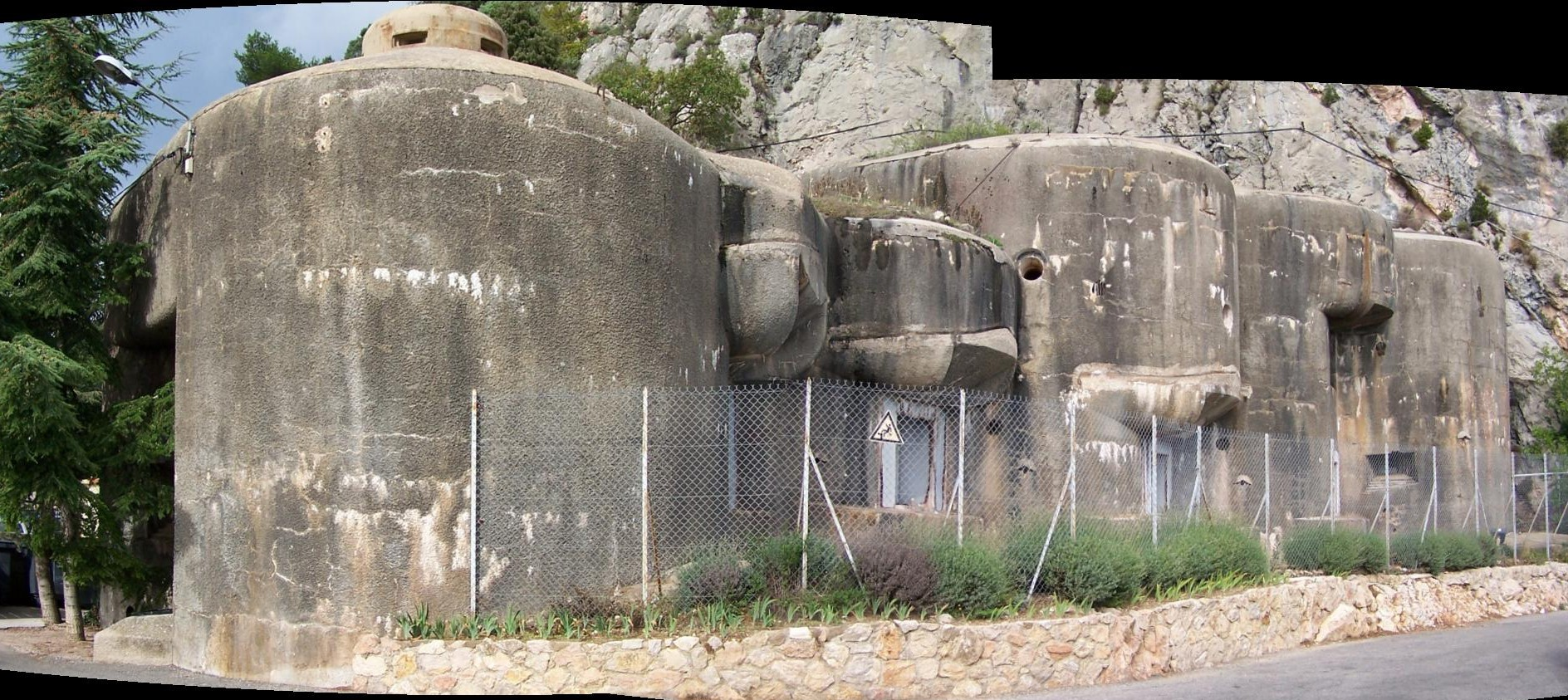
Festung der Maginot-Linie
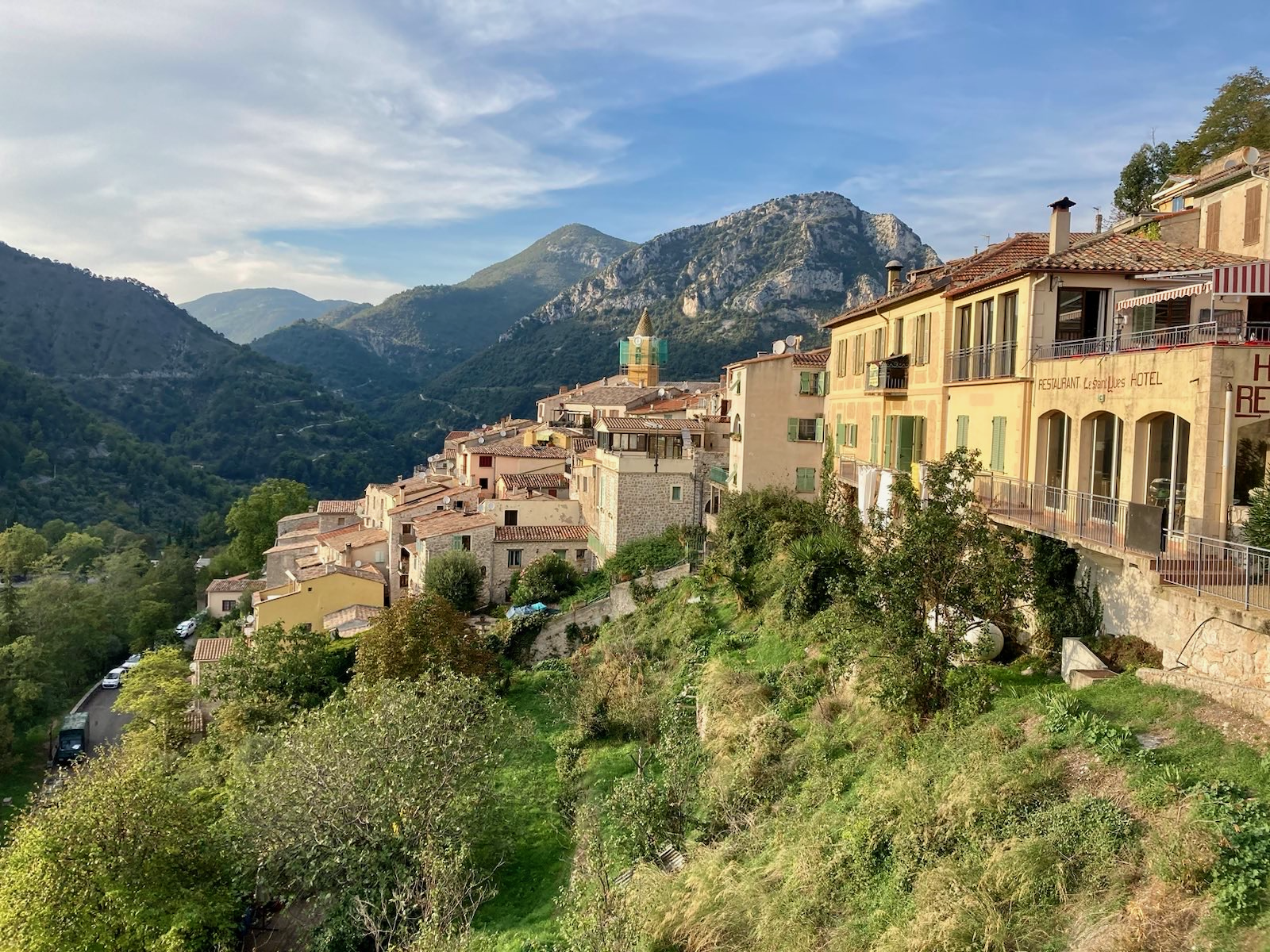
Ansicht Sainte Agnes

## Bevölkerungsentwicklung
| Jahr                       | 1962 | 1968 | 1975 | 1982 | 1990 | 1999 | 2007 | 2016 |
| Einwohner                  | 312  | 304  | 361  | 455  | 944  | 1094 | 1169 | 1271 |
| Quellen: Cassini und INSEE |      |      |      |      |      |      |      |      |